# روسباخ، اتریش
روسباخ (به آلمانی: Roßbach) یک منطقهٔ مسکونی در اتریش است که در برونو آم این واقع شده‌است. روسباخ ۱۴٫۸۹ کیلومتر مربع مساحت دارد ۴۴۲ متر بالاتر از سطح دریا واقع شده‌است.